# Dunholme
Dunholme – wieś w Anglii, w hrabstwie Lincolnshire, w dystrykcie West Lindsey. Leży 10 km na północny wschód od Lincoln i 201 km na północ od Londynu.